# Гоггинс, Родни
Ро́дни Го́ггинс (англ. Rodney Goggins, род. 25 марта 1978 года) — ирландский профессиональный игрок в снукер. Профессионал с 2003 года.

## Карьера
Впервые попал в мэйн-тур в 2007 году после того, как занял первое место в рейтинге Ирландии в старшей возрастной категории. Ранее, в 1999 году он выиграл чемпионат мира среди игроков до 21 года, который проходил в Египте. В финале Гоггинс победил голландца Ральфа де Йонга со счётом 11:4.
После сезона 2008/09, в котором лучшим результатом Гоггинса стал 3-й квалификационный раунд чемпионата Британии, он выбыл из мэйн-тура, продолжив выступать на любительских турнирах. В 2010 году Родни сделал максимальный брейк на любительском чемпионате мира.